# 낭독의 발견
낭독의 발견은 2003년 11월 5일부터 2012년 2월 23일까지 한국방송공사에서 방송되었던 교양 프로그램이다.

## 기획 의도
낭독의 의미를 다시 발견하는 프로그램이다.
낭독은 신체감각이다. 묵독이 주가 되는 디지털 시대에 소리내어 읽는 행위는 몸이 읽는 행위다. 우리의 신체감각을 바꿔주는 행위다.
책 속글은 소리내어 읽을 때 책 속에서 나와서 소리와 결합한다. 결합할 때 옷감이 짜이는데 그것이 바로 텍스트다. 낭독이란 묻혀있는 글자를 살아있게 만들어 텍스트가 되게 하는 작업이다.
낭독을 통해서 새로운 신체 감각이 되살아나기를 바란다.

## 개요
이 프로그램은 TV 문화지대의 한 코너로 2003년 11월 5일 첫 방송을 시작했으며, 2005년 11월 2일까지 수요일 밤 11시 35분 KBS 1TV에서 방영하였다.
2011년 1월 2일 신년 개편과 함께 월요일 밤 12시 35분 KBS 1TV에서 방송되었고 이후 봄 개편과 함께 목요일 밤 12시 35분에 방송되었지만, 2011년 11월 10일 가을 개편과 함께 채널만 KBS 2TV로 이동되어 매주 목요일 밤 12시 35분에 방송되었다.
2012년 2월 23일, 부분 개편으로 인해 8년 4개월만에 종영되었다.

## 방송 시간
| 방송 채널 | 방송 기간                           | 방송 시간                           |
| --------- | ----------------------------------- | ----------------------------------- |
| KBS 1TV   | 2003년 11월 5일 ~ 2005년 10월 26일  | 매주 수요일 밤 11:35 ~ 12:00 (25분) |
| KBS 1TV   | 2005년 11월 2일 ~ 2006년 7월 12일   | 매주 수요일 밤 11:40 ~ 12:00 (20분) |
| KBS 1TV   | 2006년 7월 20일 ~ 2006년 9월 21일   | 매주 목요일 밤 11:40 ~ 12:00 (20분) |
| KBS 1TV   | 2006년 10월 12일 ~ 2006년 11월 16일 | 매주 목요일 밤 11:40 ~ 12:00 (20분) |
| KBS 1TV   | 2008년 11월 21일 ~ 2009년 4월 17일  | 매주 금요일 밤 12:00 ~ 12:30 (30분) |
| KBS 1TV   | 2009년 4월 21일 ~ 2009년 12월 29일  | 매주 화요일 밤 11:30 ~ 12:15 (45분) |
| KBS 1TV   | 2010년 1월 5일 ~ 2010년 5월 4일     | 매주 화요일 밤 12:40 ~ 1:30 (30분)  |
| KBS 1TV   | 2011년 1월 3일 ~ 2011년 4월 25일    | 매주 월요일 밤 12:35 ~ 1:25 (50분)  |
| KBS 1TV   | 2011년 5월 5일 ~ 2011년 11월 3일    | 매주 목요일 밤 12:35 ~ 1:25 (30분)  |
| KBS 2TV   | 2006년 11월 22일 ~ 2007년 4월 25일  | 매주 수요일 밤 12:40 ~ 1:10 (30분)  |
| KBS 2TV   | 2007년 5월 3일 ~ 2008년 3월 27일    | 매주 목요일 밤 12:45 ~ 1:15 (30분)  |
| KBS 2TV   | 2008년 4월 2일 ~ 2008년 11월 12일   | 매주 수요일 밤 12:45 ~ 1:15 (30분)  |
| KBS 2TV   | 2010년 5월 10일 ~ 2010년 12월 20일  | 매주 월요일 밤 12:35 ~ 1:25 (50분)  |
| KBS 2TV   | 2011년 11월 10일 ~ 2012년 2월 23일  | 매주 목요일 밤 12:35 ~ 1:25 (50분)  |

## 역대 진행자
- 1대 송선미 : 2003.11.5 ~ 2004.11
- 2대 정지영 : 2004. 11 ~ 2005.10
- 3대 황수경 : 2005.10 ~ 2008.3
- 4대 최원정 : 2008.3.13 ~ 2011.5.26
- 5대 백승주 : 2011.6.2 ~ 2012.2.23